# Sleigh Bells
Para el instrumento musical sleigh bells, ir a cascabeles.
Sleigh Bells es una banda musical de noise pop/indie rock, formada en 2008 en Brooklyn, Nueva York. La conforma el dúo de Alexis Krauss (vocalista) y Derek E. Miller (guitarra, productor musical). El grupo es conocido por sus composiciones de música ruidosa y disonante, muy al estilo del hardcore, la electrónica, el punk rock, el rock industrial, el noise rock y el techno. Ha sido comparado con grupos como los Yeah Yeah Yeahs, Hercules and Love Affair, Best Coast e incluso con el grupo alemán Atari Teenage Riot. Obtuvieron éxito por sus sencillos "Rill Rill", "Infinity Guitars", "Tell'' ''Em" y "Comeback Kid"  con los cuales llegaron a las primeras posiciones de la UK Singles Chart.
Su primer álbum de estudio llamado "Treats" fue realizado por Mom + Pop Music y N.E.E.T. Recordings en 2010 y logró buenas críticas por parte de los medios de comunicación, discografías independientes y páginas musicales como AllMusic y NME, entre otros, aportando reconocimiento internacional al grupo.

## Integrantes

### Formación actual
- Alexis Krauss - vocalista
- Derek E. Miller - guitarra, productor musical

### Integrantes adicionales
- Ryan Primack (integrante de Poison the Well) - guitarra
- Chris Maggio (integrante de Trap Them) - batería
- Jason Boyer - guitarra

## Discografía

### Álbumes de estudio
- 2010: "Treats"
- 2012: "Reign of Terror"
- 2013: "Bitter Rivals"
- 2021: "Texis"

### EPs
- 2009: "Sleigh Bells"

### Sencillos
- "Tell 'Em"
- "Rill Rill"
- "Infinity Guitars"
- "Riot Rhythm"
- "Comeback Kid"
- "Bitter Rivals"